# Summit Air
Summit Air (ранее Goma Air) — авиакомпания в Непале, работающая на внутренних авиалиниях страны.

## История
Авиакомпания начала свою деятельность в 2011 году под именем Goma Air, выполняя чартерные рейсы в западной части Непала на двух самолётах укороченного взлёта и посадки Cessna 208B Grand Caravan. Осенью 2014 года, при финансовой поддержке Чешского Экспортного Банка авиакомпания получила новый самолёт Let L-410 Turbolet.
13 Марта  2017 года авиакомпания изменила название на Summit Air.

## Флот
Флот Summit Air (на 2018 год) состоял из:
- 2 самолёта Cessna 208B Grand Caravan
- 4 самолёта Let L-410 Turbolet[2]

## География полётов
Summit Air выполняет рейсы в западных районах Непала, базируясь в аэропортах Суркхета и Непалганджа. По состоянию на 2014 год в список пунктов назначения входили:
| Пункт назначения | Код (ИАТА) | Примечания |
| ---------------- | ---------- | ---------- |
| Суркхет          | SKH        | хаб        |
| Непалгандж       | KEP        | хаб        |
| Баджханг         | BJH        |            |
| Баджура          | BJU        |            |
| Чаурджахари      | RUK        |            |
| Джумла           | JUM        |            |
| Долпа            | DOP        |            |
| Мусикот          |            |            |
| Симикот          | IMK        |            |
| Талча            | TAL        |            |

Авиакомпания планировала расширять географию полётов, в частности, анонсированы рейсы в Джомсом и Луклу .